# Harris (Ontario)
Harris to gmina (ang. township) w Kanadzie, w prowincji Ontario, w dystrykcie Timiskaming.
Powierzchnia Harris to 50,17 km².
Według danych spisu powszechnego z roku 2001 Harris liczy 518 mieszkańców (10,32 os./km²).